# Giuseppe di Lorena, conte di Harcourt
Giuseppe di Lorena (Anne Marie Joseph; Francia, 30 aprile 1679 – Francia, 29 aprile 1739) era un membro del Casato di Guisa e Conte di Harcourt. Fu denominato prince de Guise prima di diventare Conte di Harcourt.

## Biografia
Nato da Alphonse Henri, Conte di Harcourt e da sua moglie Marie Françoise de Brancas, secondo di tre figli.
Sposò il 2 luglio 1705 Marie Louise Jeannin de Castille da cui ebbe quattro figli, tre dei quali sopravvissero all'infanzia e due ebbero discendenza. Morì nel 1739 all'età di 59 anni. Tra i suoi discendenti in linea femminile vi sono i Duchi di Noailles attraverso la maggiore delle sue nipoti Marie Charlotte de La Tour d'Auvergne, princesse de Beauvau, moglie di Charles Juste de Beauvau.

## Discendenza
- Luisa Enrichetta Francesca di Lorena (1707 – 31 marzo 1737) sposò Emmanuel Théodose de La Tour d'Auvergne ed ebbe figli;
- Elisabetta Sofia di Lorena (1710 – 2 agosto 1740) sposò Louis François Armand de Vignerot du Plessis de Richelieu ed ebbe figli;
- Luigi di Lorena (17 dicembre 1720 – 20 giugno 1747) celibe; denominato Principe di Harcourt ma de facto Conte di Harcourt
- X de Lorraine (maschio) (gennaio – maggio 1721) morto non battezzato.

## Ascendenza
|                               |                    |                                  | Genitori                                |  |  | Nonni |  |  | Bisnonni            |  |  | Trisnonni          |  |
|                               |                    |                                  |                                         |  |  |       |  |  | Charles II d'Elbeuf |  |  | Charles I d'Elbeuf |  |
|                               |                    |                                  |                                         |  |  |       |  |  | Charles II d'Elbeuf |  |  | Charles I d'Elbeuf |  |
|                               |                    | Marguerite de Chabot             |                                         |  |  |       |  |  | Charles II d'Elbeuf |  |  |                    |  |
| François-Louis de Lorraine    |                    |                                  |                                         |  |  |       |  |  | Charles II d'Elbeuf |  |  |                    |  |
|                               |                    | Catherine de Bourbon-Vendôme     | Henri IV de France                      |  |  |       |  |  |                     |  |  |                    |  |
|                               |                    | Catherine de Bourbon-Vendôme     | Henri IV de France                      |  |  |       |  |  |                     |  |  |                    |  |
|                               |                    | Catherine de Bourbon-Vendôme     | Gabrielle d'Estrées                     |  |  |       |  |  |                     |  |  |                    |  |
| Alphonse-Henri de Lorraine    |                    | Catherine de Bourbon-Vendôme     |                                         |  |  |       |  |  |                     |  |  |                    |  |
|                               |                    | Henri François Alphonse d'Ornano | Alphonse d'Ornano                       |  |  |       |  |  |                     |  |  |                    |  |
|                               |                    | Henri François Alphonse d'Ornano | Alphonse d'Ornano                       |  |  |       |  |  |                     |  |  |                    |  |
|                               |                    | Henri François Alphonse d'Ornano | Marguerite Louise de Pontevès Carcès    |  |  |       |  |  |                     |  |  |                    |  |
| Anne d'Ornano                 |                    | Henri François Alphonse d'Ornano |                                         |  |  |       |  |  |                     |  |  |                    |  |
|                               |                    | Marguerite de Modène de Montlor  | Louis Guillaume de Raymond de Mormoiron |  |  |       |  |  |                     |  |  |                    |  |
|                               |                    | Marguerite de Modène de Montlor  | Louis Guillaume de Raymond de Mormoiron |  |  |       |  |  |                     |  |  |                    |  |
|                               |                    | Marguerite de Modène de Montlor  | Marie de Maugiron                       |  |  |       |  |  |                     |  |  |                    |  |
| Anne-Marie-Joseph de Lorraine |                    | Marguerite de Modène de Montlor  |                                         |  |  |       |  |  |                     |  |  |                    |  |
|                               | Georges de Brancas | Ennemond de Brancas              |                                         |  |  |       |  |  |                     |  |  |                    |  |
|                               | Georges de Brancas | Ennemond de Brancas              |                                         |  |  |       |  |  |                     |  |  |                    |  |
|                               | Georges de Brancas | Catherine de Joyeuse             |                                         |  |  |       |  |  |                     |  |  |                    |  |
| Charles de Brancas            | Georges de Brancas |                                  |                                         |  |  |       |  |  |                     |  |  |                    |  |
|                               |                    | Julienne-Hippolyte d'Estrées     | Antoine d'Estrées                       |  |  |       |  |  |                     |  |  |                    |  |
|                               |                    | Julienne-Hippolyte d'Estrées     | Antoine d'Estrées                       |  |  |       |  |  |                     |  |  |                    |  |
|                               |                    | Julienne-Hippolyte d'Estrées     | Françoise Babou de La Bourdaisière      |  |  |       |  |  |                     |  |  |                    |  |
| Marie-Françoise de Brancas    |                    | Julienne-Hippolyte d'Estrées     |                                         |  |  |       |  |  |                     |  |  |                    |  |
|                               |                    | Mathieu Garnier                  | …                                       |  |  |       |  |  |                     |  |  |                    |  |
|                               |                    | Mathieu Garnier                  | …                                       |  |  |       |  |  |                     |  |  |                    |  |
|                               |                    | Mathieu Garnier                  | …                                       |  |  |       |  |  |                     |  |  |                    |  |
| Suzanne Garnier               |                    | Mathieu Garnier                  |                                         |  |  |       |  |  |                     |  |  |                    |  |
|                               |                    | Louise Bazin                     | …                                       |  |  |       |  |  |                     |  |  |                    |  |
|                               |                    | Louise Bazin                     | …                                       |  |  |       |  |  |                     |  |  |                    |  |
|                               |                    | Louise Bazin                     | …                                       |  |  |       |  |  |                     |  |  |                    |  |
|                               |                    | Louise Bazin                     |                                         |  |  |       |  |  |                     |  |  |                    |  |